# 수성
수성(水星, 라틴어: Mercurius)은 태양에서 평균 5,800만 km 떨어져 태양계의 행성 중 가장 가까운 궤도를 도는 행성이다. 반지름은 2,440km, 둘레 43,924km로 가장 작은 내행성이다. 공전 주기는 88일, 자전 주기는 58일이며, 밀도는 5.427g/cm3이다. 핵은 수성 전체 반지름 70 % 이상을 차지하고 철을 주성분으로 할 것으로 추정된다. 규산염으로 구성된 맨틀이 그 바깥을 차지한다.
표면은 달과 비슷하게 충돌구가 많으며, 행성이 식으면서 수축할 때 형성된 거대한 절벽이 존재한다. 나트륨, 칼륨 등으로 구성된 대기가 있지만, 기압은 지구의 1조 분의 1로 매우 희박하다. 또한, 약한 자기장도 존재하는 것으로 확인되었다. 행성 중 태양에 가장 가깝기 때문에 강력한 중력의 영향을 많이 받아 매년 조금씩 궤도가 움직인다.

## 역사

### 형성과 역사
태양이 생겨나고 남은 가스 구름 및 먼지로 이루어진 원반 모양의 ‘태양 성운’에서 여러 행성이 생성되었다고 여겨진다. 현재 인정받는 행성 생성 이론은 강착(降着) 이론이다. 이 이론에 따르면 행성들은 중심부의 원시별 주위를 도는 먼지 알갱이들이 뭉치면서 생겨났다. 이 알갱이들은 직접 서로 충돌하면서 지름이 1~10킬로미터에 이르는 천체, 곧 미행성으로 자라났다. 이 미행성은 작은 천체를 빨아들이면서 수백만 년에 걸쳐 매년 15센티미터 정도씩 지름이 커졌다.
태양과 가까운 지역(4AU 이내)은 온도가 높아서 물이나 메테인과 같은 휘발성 분자들이 압축될 수 없었기 때문에, 여기서 생겨난 미행성들은 금속류(철, 니켈, 알루미늄) 및 규산염 암석 등과 같이 녹는점이 높은 물질로만 이루어지게 되었다. 이런 암석 천체는 종국적으로 수성과 함께 금성, 지구, 화성과 같은 지구형 행성이 되었다. 지구형 행성을 이루는 물질은 우주에서 매우 희귀한 존재이기 때문에(성운 질량 0.6퍼센트에 불과하다.), 지구형 행성은 크게 자라날 수가 없었다. 아기 암석 행성은 현 지구 질량 약 10퍼센트 수준까지 자랐고, 태양 생성 후 약 10만 년 동안 물질을 끌어모으는 것을 멈췄다. 이후 이들은 충돌하고 뭉쳐지는 과정을 다시 시작했는데, 이 충돌 과정은 약 1억 년 동안 지속되었다. 이들 원시 행성은 서로 중력으로 영향을 미쳤을 것으로 보이며, 각자의 공전 궤도를 끌어당기면서 서로 충돌했고, 지금의 크기로 자라나게 된다. 이 충돌 과정 중 수성을 강타한 충돌은 수성의 외포층을 날려 보냈다.

### 형성 이후
지금으로부터 40억 년 전(태양계가 생겨나고 5~6억 년 뒤) 후기 대폭격이 있었는데 수성 표면에 있는많은 충돌구(운석 구덩이, 크레이터)는 이 때 생겼다.

## 구조

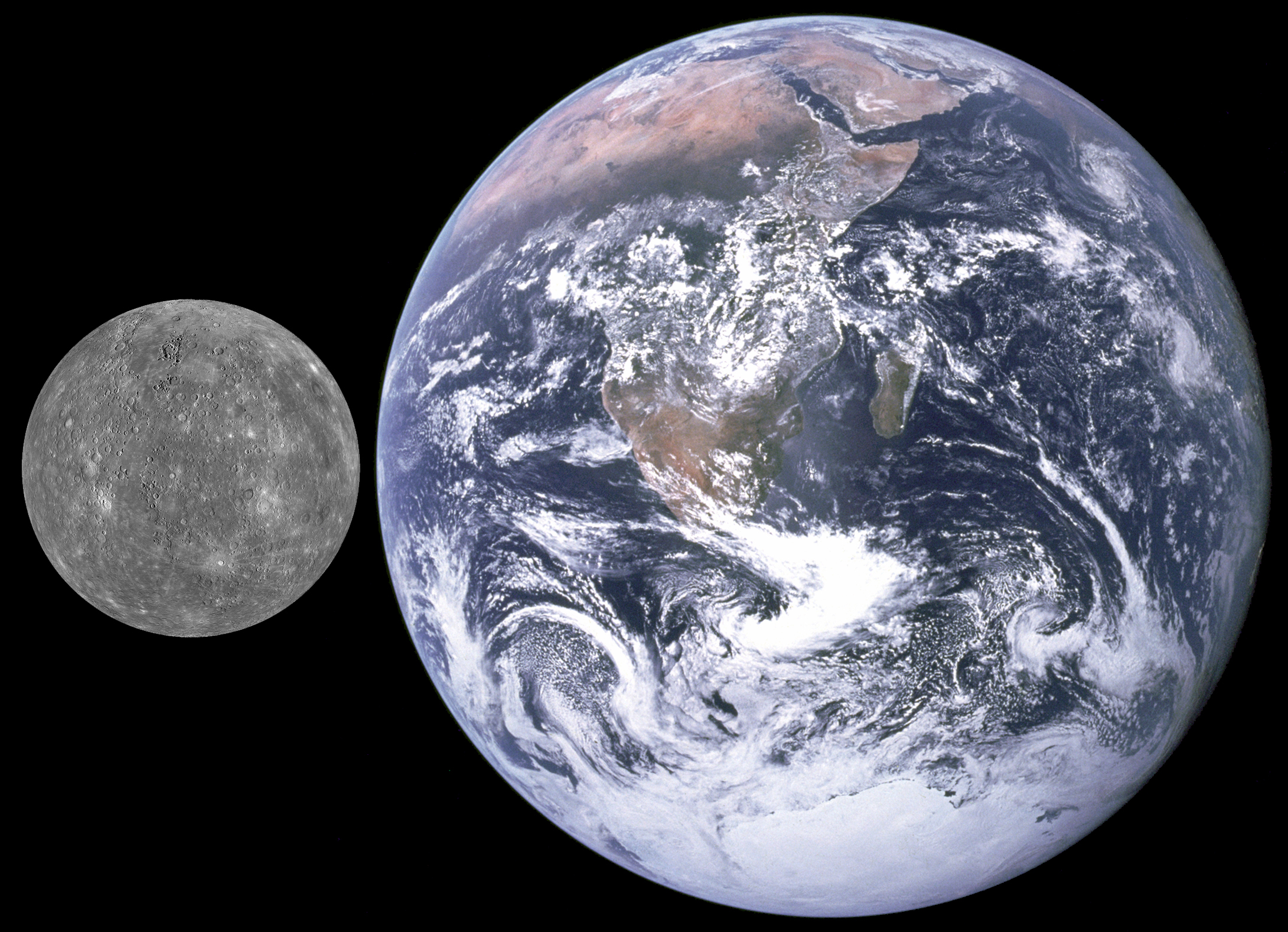
지구와 수성의 크기 비교

수성은 지구형 행성 중 하나로, 표면은 암석으로 이루어져 있다. 수성은 태양계 행성들 중 가장 반지름이 작은 행성으로, 구체적인 크기는 2439.7 km이다. 특히, 태양계 내 위성 중, 가니메데나 타이탄은 수성보다 반지름이 크다(그러나 수성은 이들보다는 더 무겁다). 수성은 질량의 70 %는 금속, 나머지 30 %는 규산염 물질로 이루어져 있다. 수성의 밀도는 지구의 5.515 g/cm³다음으로 큰 5.427 g/cm³이다. 그러나 지구는 자체 중력의 영향으로 내부 물질이 더 조밀하게 뭉쳐 있기 때문에 압축되지 않은 조건에서 비교할 경우 수성의 밀도는 5.3 g/cm³으로 지구의 4.4 g/cm³보다 크다. 이를 통해 실질적으로 수성이 태양계 행성들 중 가장 밀도가 큰 천체임을 알 수 있다.

1. 지각:100–300 km 두께
2. 맨틀:600 km
3. 핵:반지름 1,800 km

수성의 밀도를 알아내서 내부 구조를 추측할 수 있다. 지구의 밀도는 수치상으로는 크지만 사실 자체 중력으로 인해 내부가 압축된 상태임에 반해, 수성은 부피가 지구보다 훨씬 더 작고 내부 또한 그리 압축되어 있지 않다. 이 같은 수성의 큰 밀도는 내부 핵 크기가 크고, 핵에 포함된 철 함량이 풍부하다는 것을 의미한다. 지질학자들은 수성의 핵 부피가 전체 대비 42 %(지구는 17 %)일 것이라고 추측하며, 특히, 최근 연구로 수성의 핵이 용융 상태라는 것이 밝혀졌다.
중심핵 바깥쪽에는 두께가 600km인 맨틀이 존재하는데, 과학자들은 수성이 생성된 뒤 얼마 지나지 않아 수 백 km 에 이르는 천체가 수성을 강타하여, 원래 존재했던 맨틀 상당량을 날려보내고 지금의 얇은 맨틀층만을 남겼을 것이라고 추측하고 있다. 만약 미지의 천체가 수성을 강타한 게 사실이라면, 강타 전 수성의 맨틀 두께는 훨씬 두꺼웠을 것이다.
매리너 10호 자료와 지구상에서 관측하여 수성의 지각 두께는 약 100 – 300 km 인 것이 밝혀졌다. 수성 표면에는 수많은 좁은 계곡들이 존재하는데, 이들 중 일부는 수 백 km 길이로 펼쳐져 있다. 이들은 지각이 식었을 때 수성의 핵과 맨틀이 수축하면서 생겨난 것으로 보인다.
수성 핵에는 다른 태양계 행성보다 많은 철로 이루어져 있다는 이론 여러 종류가 제시되었다. 그 중 널리 인정되는 이론 3 가지가 있다. 첫 번째 이론은, 원래 수성 질량은 지금보다 2.25 배 컸으며, 다른 암석 물질과 함께 콘드라이트 운석과 비슷한 규산염 및 철질 구조로 이루어져 있었는데, 태양계 형성 초기 시절, 질량의 6분의 1에 달하는 거대한 미행성과 충돌하여 원시 수성의 지각과 맨틀 상당량이 우주로 날아갔고 상대적으로 무거운 물질만 남아서 지금같은 형태를 이루게 되었다는 이론이다.
두 번째 이론은, 원시 태양이 내뿜었던 열기로 인해 수성 표면이 증발했다는 이론이다. 수성은 태양의 복사 에너지 방출량이 안정되기 전 태양 성운에서 형성되었고, 현재 질량 두 배 정도 크기였지만, 원시 태양이 수축하면서 수성 근처 온도는 2,500 - 3,500 K까지 상승하여(심지어 10,000 K 이상일 것으로 추측했다). 그 높은 온도 때문에 수성 표면의 대부분이 '암석 증기' 형태로 변해, 항성풍에 실려 날아갔다는 이론이다.
세 번째 이론은, 태양 성운에서 수성이 생겨나면서 강착 단계에 접어들면서 가벼운 입자들을 끌어당겼다는 이론이다.
위 세 이론은 현재 수성 표면 조성을 각자 다른 상태로 가정하고 있지만, 앞으로 수성 관측을 담당하게 될 메신저와 베피콜롬보 미션은 세 이론 중 어느 것이 옳은지를 검증하는 기회를 제공할 것이다.

## 표면 지질학

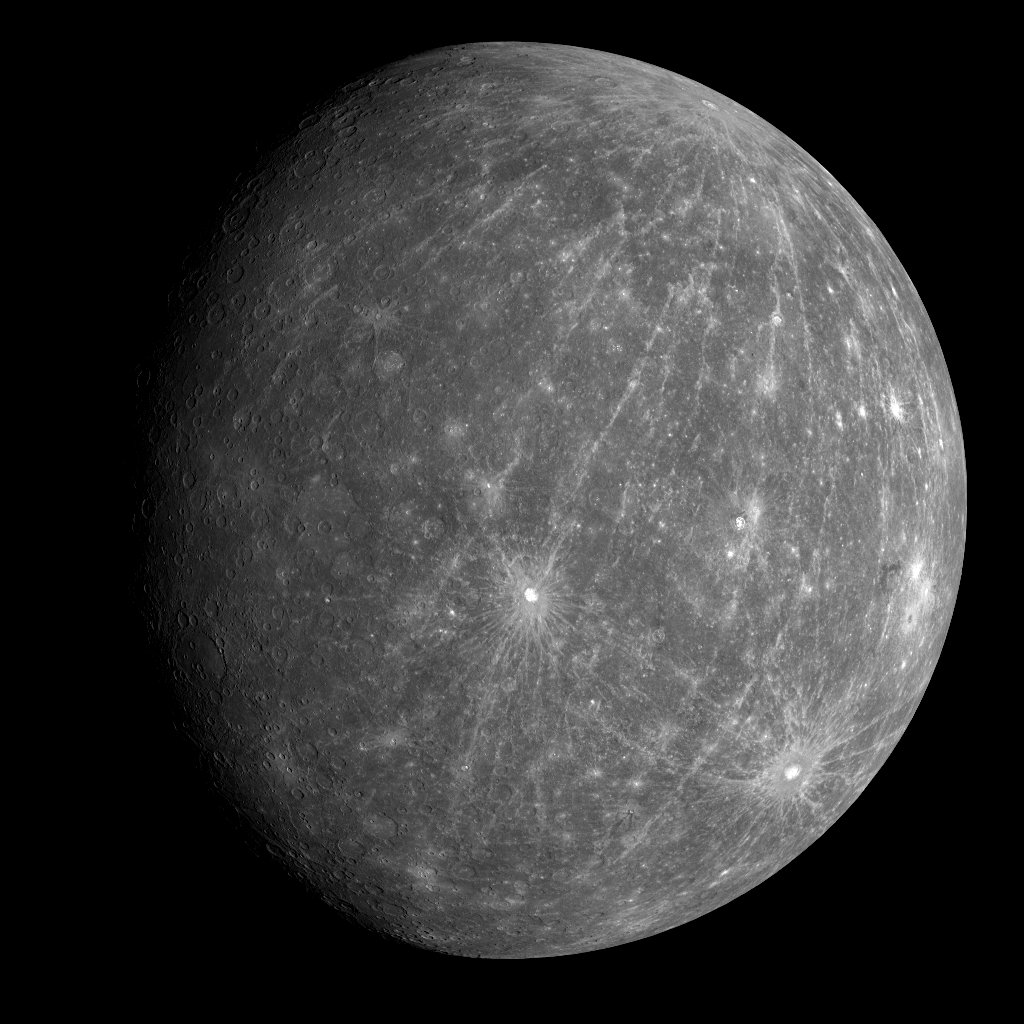
메신저의 2번째 플라이바이 할 때 찍은 사진. 카이퍼 크레이터는 가운데 아래쪽에 있다. 사진 상단의 분화구에서 광조(光照)가 넓게 퍼져있다.

전체적으로 수성 표면은 달에 있는 바다와 유사한 평원과, 수십억 년 동안 활동하지 않는 큰 충돌구가 있다. 지금까지 알려진 수성 지질에 관한 정보는 매리너 10호와 지상에서 관측하여 알려진 것이다. 특히, 최근 메신저의 탐사로 정보량이 더 증가했다. 한 예로, 그릇 형태로 된 퍼진 충돌구가 발견되었는데, 과학자들은 이를 "거미(the spider)" 라고 부른다.
수성 표면은 울퉁불퉁하기 때문에 지역마다 알베도가 다르다. 특히, 수성은 링클 리지외에도, 고원, 산, 평원, 절벽, 계곡 등 여러 지형이 존재한다.
46억년 전부터 38억 년 전까지, 수성 표면에 혜성과 소행성이 충돌하는 기간이 있었는데, 이 기간을 후기 대폭격기라고 한다. 이 기간 동안에는 수성은 전체적으로 폭격을 받아 충돌구가 급격히 늘어났다. 이는 지구와 달리 수성은 대기가 희박하기 때문에, 충돌체의 속도가 감소하지 않았기 때문이다.
또, 이 시기에는 화산 활동도 활발했다. (칼로리스 분지는 마그마로 가득 차 있었다)
2008년 10월, 메신저에서 전송된 수성 표면에 관한 자료는 연구자들에게 큰 도움을 주었다. 이 자료로 수성 표면은 화성이나 달 표면보다 더 이질적라는 것이 밝혀졌다.

### 충돌 분지와 충돌구

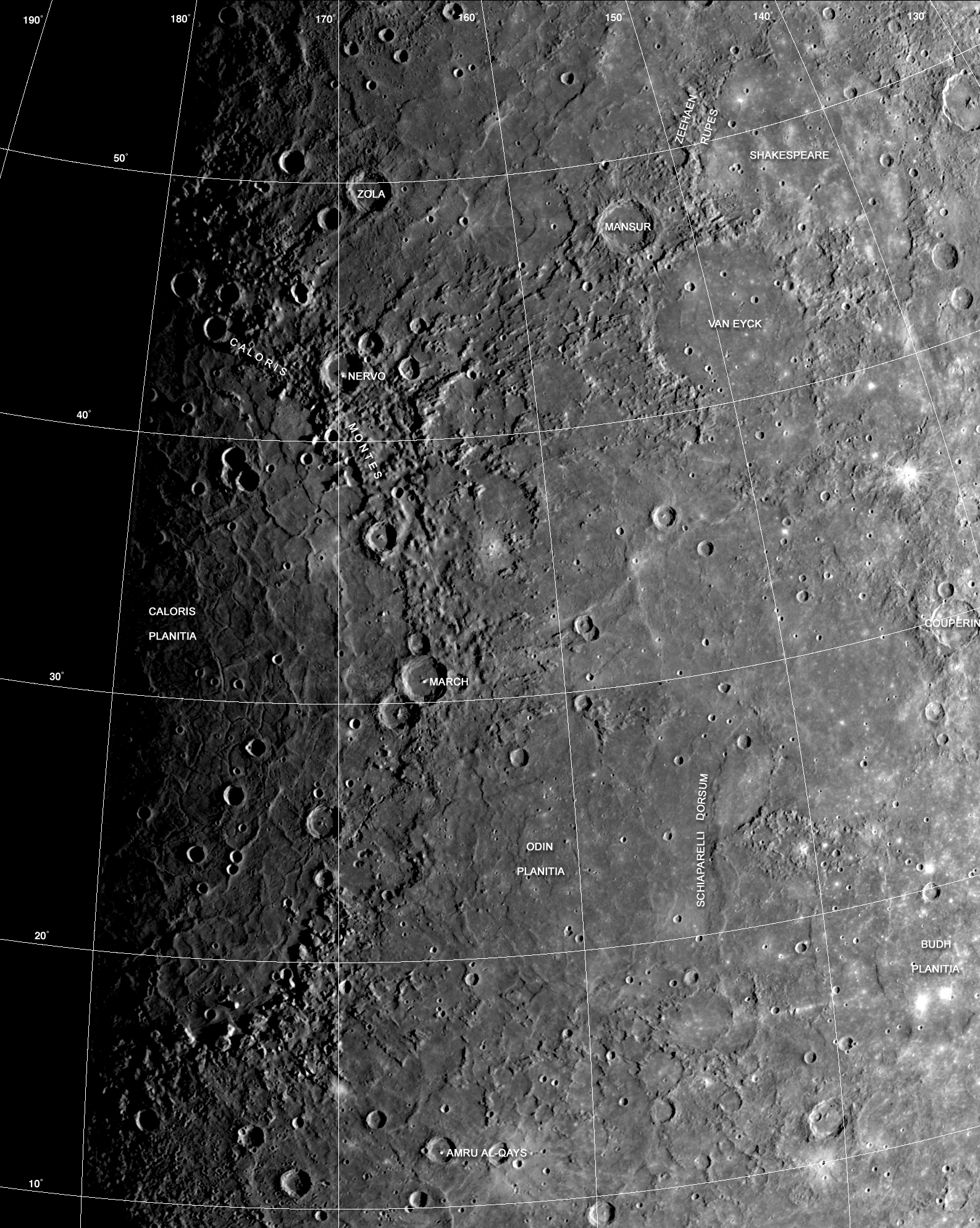
칼로리스 분지는 태양계에서 가장 큰 충돌 지형 중 하나이다.

수성의 충돌구는 작은 그릇 형태 구멍부터 수 천 km 에 달하는 충돌 분지까지 매우 다양하다. 또한, 생성되지 얼마되지 않은 충돌구에서부터 이미 크게 풍화된 충돌구에 이르기까지 각 상태도 다양하다. 수성과 달의 충돌구는 서로 미묘하게 다른데, 달 충돌구는 수성보다 분출물이 적다는 점이다. 이런 점에서 수성 표면 중력은 달보다 강하다는 것을 짐작할 수 있다.
수성 표면에서 가장 큰 충돌구는 직경 1,550 km 되는 칼로리스 분지이다. 칼로리스 분지에 가해진 충격은 매우 강해서 용암이 분출하고, 높이 2km인 동심원 형태 고리가 충돌구를 둘러싼 형태로 퍼져나갔다. 또, 분지 반대편에는 "기묘한 지역(Weird Terrain)"이라 불리는 언덕 형태의 독특한 지형이 있다. 이 지형에 대한 2 가지 가설이 있다. 분지에서 일어난 충돌로 인한 충격파가 "기묘한 지역" 부근을 쓸고 지나간 결과, 표면에 강한 힘이 가해져 생성되었다는 설과 충돌로 인한 분출물이 그 곳으로만 집중되어 생성됐다는 설이 있다.
수성의 부분 사진에서 충돌 분지 15개 확인되었다. 주목할 만한 분지는 폭 400 km의 톨스토이 분지이다. 베토벤 분지는 분출물 덮개와 비슷한 크기이며, 폭은 625 km이다. 특히, 수성의 표면은 태양풍과 미세 유성우로 인한 우주 풍화가 일어날 수 있는 환경이다.

### 평원

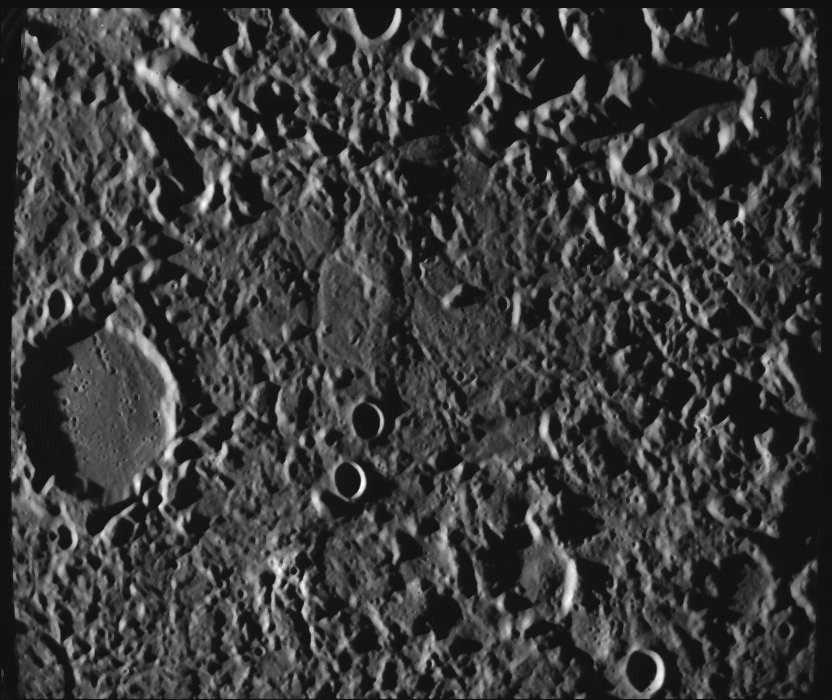
칼로리스 분지에서의 충돌로 형성된 분지 반대편의 "기묘한 지역(Weird Terrain)"

지질학적 관점에서 보았을 때, 수성에는 평원 2개가 존재한다.
충돌구 중간중간에 있는 완만한 경사, 구릉 형태로 된 평원은 수성에서 볼 수 있는 가장 오래된 지형이다. 이런 평원은 먼저 있었던 충돌구가 사라졌을 때 형성된다. 이는 직경 30 km 이하인 충돌구는 소수라는 증거가 된다. 그러나, 화산 활동으로 평원이 형성됐는지 혹은 충돌로 평원이 형성됐는지 명확하지는 않다. 하지만 확실한 것은 평원은 행성 전체에 걸쳐서 균일하게 분포한다는 점이다.
"매끄러운 평지(smooth plain)"는 다양한 크기의 함몰지가 존재하며, 달의 바다와 많은 유사성을 띠는 곳이다. 특히, 주목할 만한 점은 칼로리스 분지를 둘러싸고 있는 넓은 고리이다. 달의 바다와 달리, 수성의 "매끄러운 평지"는 모두 알베도가 같다. 이 점은 화산 활동 흔적은 많지 않아도 화산 활동이 활발하게 이루어졌다는 사실을 강하게 뒷받침한다. 수성의 "매끄러운 평지"는 칼로리스 분지가 형성된 후에 형성됐다. 이 사실은 칼로리스 분출물 덮개의 밀도보다 낮은 충돌구가 증거가 된다. 평지에 덮인 칼로리스 분지의 층(層)은 지질학적으로 보았을 때 산맥 형태와 다각형 형태로 균열이 갔다. 그러나 이 역시 충돌로 용암이 분출한 것인지, 충돌로 녹은 것인지는 확실하지 않다.
행성 표면의 독특한 지형 가운데 하나는 수 많은 압축된 층 또는 절벽이다. 행성 내부가 냉각되고, 표면은 수축하면서, 이런 지형이 만들어진 것으로 추측된다. 이런 층은 다른 지형 최상부에서도 볼 수 있다.
수성의 표면은 강한 조석 융기로 인하여 구부러졌다.

## 표면과 대기권

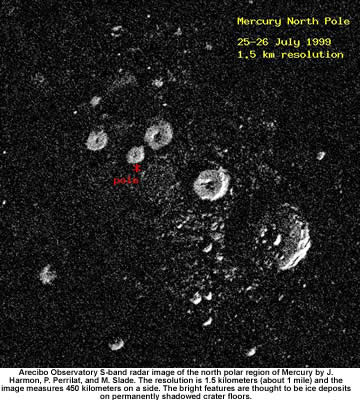
수성 북극점의 레이더 이미지

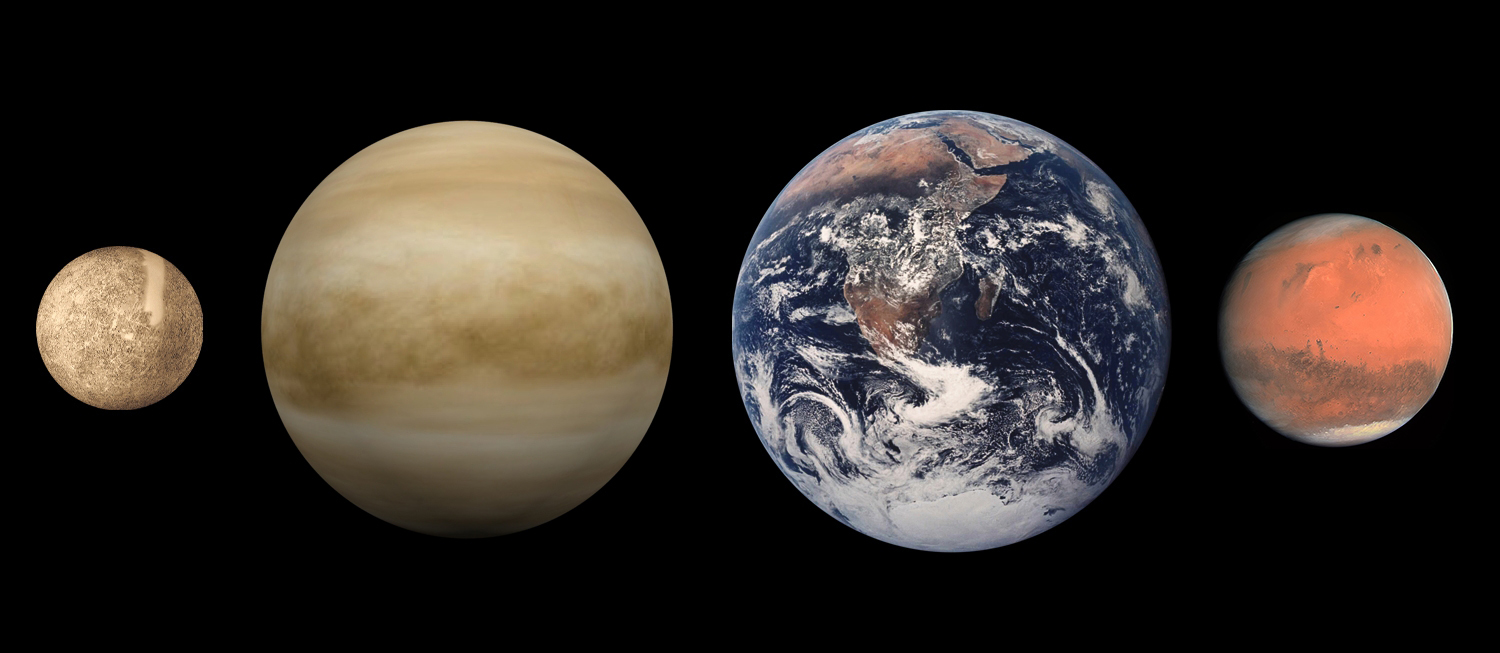
지구형 행성의 크기비교(왼쪽부터): 수성, 금성, 지구, 화성

수성 평균 온도는 452.5 K이다. 그러나 일반적인 기온은 100 K - 700 K 로 극단적이다. 이는 대기가 거의 존재하지 않고 적도와 극의 온도 차가 크기 때문이다. 수성의 태양 직하점의 온도는 원일점에 있을 때는 550 K이며, 근일점에 있을 때는 700 K까지 상승한다.
반면, 밤인 쪽 평균 온도는 110 K이다.
수성 표면에서 태양빛의 세기는 태양 상수가 지구의 태양 상수보다 4.59 - 10.61배 크기 때문에 매우 강하다.
이렇게 표면 온도가 높지만 수성을 관측하면 얼음이 존재한다는 것을 알 수 있다. 왜냐하면 극의 깊숙한 곳에 있는 분화구는 직접적으로 태양빛을 받지 않아, 온도가 102 K 아래로 내려가기 때문이다.
얼음은 레이더를 잘 반사시키는 특징이 있다. 1990년대 초반, 과학자들은 골드스톤 복합 단지의 70 m 망원경과 VLA을 이용하여 극 근처를 관측하다가 높은 알베도를 갖는 곳을 발견했다.
얼음은 알베도가 높은 지역에서 존재하는 것이 이상하지는 않지만, 천문학자들은 위의 사실을 대부분 그럴듯하다고 수긍한다.
얼음으로 덮인 지역은 1014–1015 kg 상당의 얼음이 있을 것으로 추정되며, 표토층으로 덮여있을 것이라고 추측된다. 비교해보면, 지구의 남극에는 4 × 1018 kg, 화성 남극관에는 1016 kg 상당의 얼음이 존재한다. 얼음의 기원은 아직 밝혀지지 않았지만, 두 가지 설이 유력하게 제기되고 있다. 하나는 행성 내부의 물이 기화했다는 설이고, 다른 하나는 혜성과 충돌하여 얼음이 퇴적되었다는 설이다.
수성은 대기를 오랜 시간동안 잡아 두기에는 자체 중력이 너무 작다. 수성의 외기권은 수소, 헬륨, 산소, 나트륨, 칼슘, 칼륨과 여러 미량 원소를 포함하고 있다. 또, 수성의 외기권은 불안정하며 끊임없이 소멸하고 다시 생성된다. 수소와 헬륨 원자는 태양풍에서 온 것으로 추측되는데, 다시 우주로 탈출하기 전에 수성의 자기장으로 흩어진다. 메신저는 많은 비율의 칼슘, 헬륨, 하이드록시기, 마그네슘, 산소, 칼륨, 실리콘, 나트륨을 발견했다. 지금 존재하는 수증기는 혜성과 충돌한을것 비롯한 여러 가지 현상이 복합적으로 작용하여 생성된 것이다. 특히, 많은 양의 물과 관련된 이온(O+, OH-, H2O+이 발견된 것은 놀라운 일이었다.
왜냐하면, 과학자들이 이런 종류의 이온은 수성의 우주 환경에서는 태양풍에 의해 날아간다고 추측했기 때문이다.
1980 - 1990년대, 나트륨, 칼륨과 칼슘이 수성 대기 속에서 발견됐다. 이 발견으로 여러 원소는 미소 유성우와 수성 표면의 암석이 충돌하여 증발했기 때문인 것으로 굳어졌다.
2008년, 메신저가 마그네슘을 발견했다.
다른 연구에서는 나트륨 방출이 이루어지는 장소가 행성의 자기극과 일치한다는 결과가 나왔다. 이는 자기권과 행성 표면 사이의 상호 작용이 있음을 내비친다.

## 자기장과 자기권

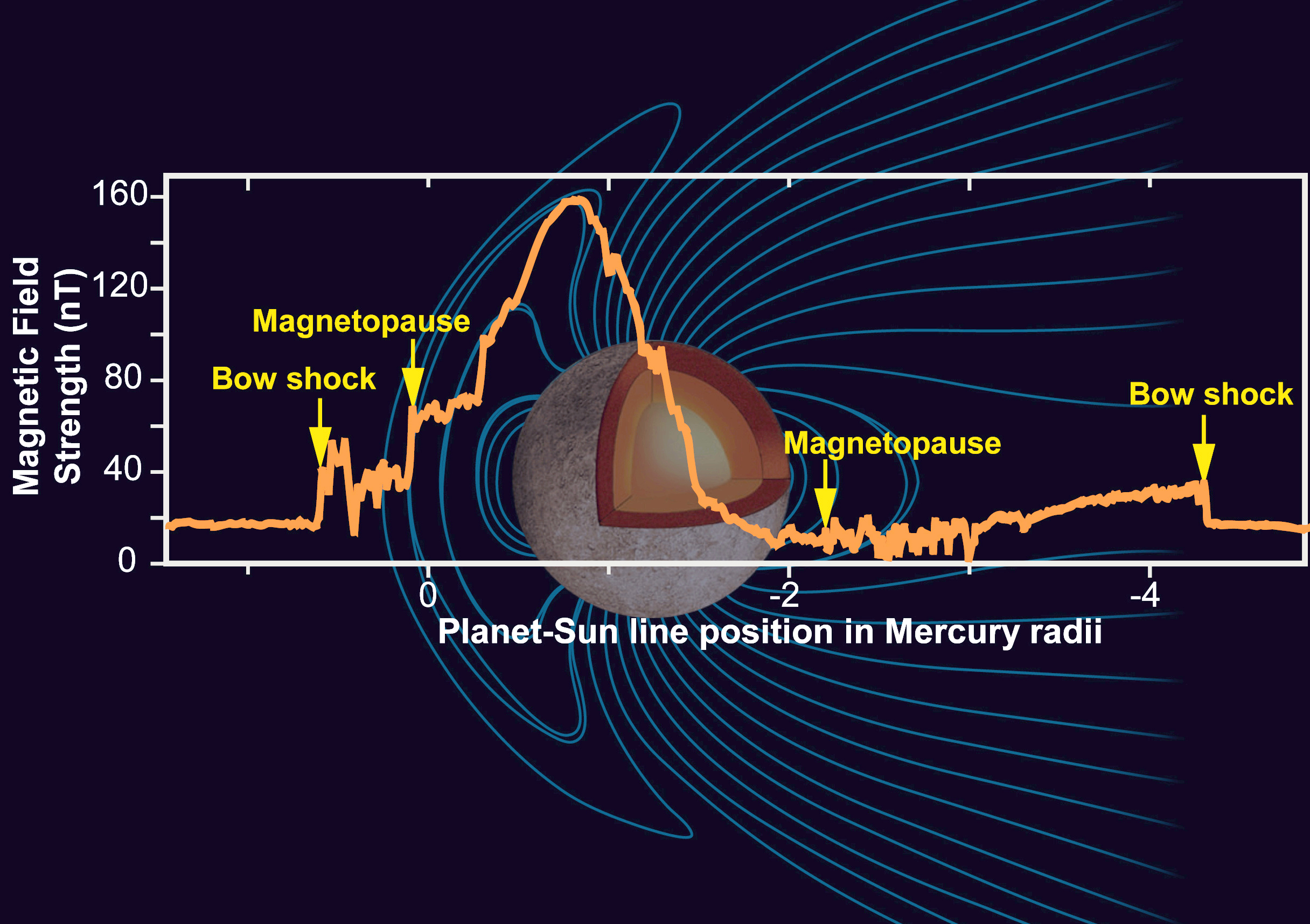
수성 자기장의 상대적인 세기를 나타내는 그래프

작은 크기와 59일에 이르는 느린 자전 속도에도 불구하고, 수성은 강한 영향을 주는 자기장을 가지고 있다. 매리너 10호의 수성 자기장 크기 측정 결과 지구의 1.1 %임이 밝혀졌다. 수성 적도에서 자기장의 세기는 300T이다.
수성은 지구처럼 쌍극자 자기권을 가지고있다.
그러나, 지구와는 다르게 수성의 양극은 수성의 회전축과 나란하다.
매리너 10호와 메신저가 측정한 결과 자기장의 형태와 세기가 일정하다는 것이 밝혀졌다.
자기장은 다이너모 효과를 통해 발생하는데, 어느 정도는 지구 자기장의 원인과 비슷하다.
이 다이너모 효과로 행성의 핵은 회전하게 된다. 특히, 수성의 큰 이심율로 인한 강한 기조력은 다이너모 효과를 일으키는데 필요한 핵을 액체 상태로 유지시킨다.
수성의 자기장이 매우 희박하다지만 행성 주위의 태양풍을 막고, 태양풍 플라스마를 가둘만큼 약하지는 않다.
그러나, 이는 행성 표면의 우주 풍화 현상에 원인이 된다. 한편, 매리너 10호는 밤인 쪽의 자기장에서 낮은 에너지의 플라스마를 감지했다. 또 자기장의 꼬리(magnetotail)에서 폭발하는 고 에너지 입자도 발견됐다.
2008년 10월 6일, 메신저가 두 번째로 스윙 바이를 하는 동안 "구멍난" 자기장을 발견했다. 또 자성(磁性) "토네이도" 도 발견했는데 이 "토네이도"는 폭이 80 km로 행성 반지름 1/3을 차지한다. 이 "토네이도" 형태는 자기장이 태양풍을 매개로 수성 자기장과 접촉했을 때 형성된다. 태양풍이 불어 수성 표면에 걸쳐 작용하면, 난입해 온 자기장은 태양풍과 함께 소용돌이 형태로 빨아올려진다. 이를 빛다발 현상이라 부른다. 이는 수성 표면을 직접적으로 강타하는 태양풍을 통해 자기 차폐 현상을 일으켜 "열린 창(window)"의 형태를 만든다.
행성과 행성 사이 자기장의 연결 과정을 자기 재결합이라고 부르는데, 이는 전 우주에서 흔한 현상이다. 자성 회오리가 생기는 지구의 자기장에서도 자기 재결합 현상이 일어난다. 그러나, 재결합률은 메신저 관측 결과수성에서 보다 10배 높은 것으로 밝혀졌다. 한편, 수성에서의재결합율하는 비는 지구의 1/3에 불과하는데, 이는 태양과 가장 가깝기 때문이다.

## 궤도와 회전

수성의 궤도 (노란색)

수성의 궤도 이심율은 0.21로 모든 행성들 중에서 가장 크다. 그 궤도는 태양에서 4,600만 km에서 7,000만 km까지 펼쳐져 있다. 이 궤도를 수성이 공전하는데 걸리는 시간은 88일이다. 오른쪽 그림은 같은 긴반지름일 때 수성의 현 궤도와 원 궤도 일 때를 그린 그림이다. 5 일 간격으로 표시되어 있으며 공전속도는 근일점 근처에서 훨씬 빠르다. 또한, 천구의 크기는 태양을 중심으로 변화한다. 수성은 3:2의 비율로 궤도 공명이 이루어지는데, 이 때문에 표면 온도의 복잡한 변화가 생긴다. 이 공명 현상으로 수성에서의 하루는 2 수성년(176 지구일)이다.
우측 그림과 같이 수성 궤도는 지구 궤도에 대해서 7 °만큼 기울어져있다. 이 때문에, 수성 일면통과 현상은 황도가 지구와 태양 사이에 놓이고 수성이 지나갈 때 일어난다.

기울어진 수성의 궤도

수성의 자전축 기울기는 0.027 °로 거의 0 °에 가깝다.
이는 두 번째로 작은 목성(3.1 °)보다 훨씬 작은 수치이며, 수성 극점에 관측자가 있을 때, 태양이 지평선 위로 2.1 각분 이상 떠오르는 것을 볼 수 없다는 것을 의미한다.
수성 표면에서 특정한 곳은 1 수성일 동안 관측자가 태양이 중간 정도 떠올라, 백야와 비슷한 현상을 볼 수 있다. 이는 근일점에 이르기 약 4일 전에는 수성의 공전 속도와 각속도가 같아지기 때문에 태양의 겉보기 운동이 멈추기 때문인데, 이 때 태양은 역행하는 것처럼 보인다. 근일점에 이르고 4일 후에는, 정상적인 태양의 겉보기 운동이 다시 지속된다.
예컨대 라이니스 크레이터(Rajnis Crater)에서처럼 서경 90도 또는 동경 90도 근처에서는, 태양의 역행을 볼 수 있는 때가 일출, 일몰 무렵이다. 즉, 일출 무렵에 동쪽에서 해가 뜨다가 며칠간은 지는 것처럼 보이다가 순행하여 떠오른다. 그리고 일몰 무렵에 서쪽에서 해가 지다가 며칠간은 뜨는 것처럼 보이다가 방향을 바꾸어 다시 진다.

### 궤도 공명

수성이 궤도를 1 바퀴 공전하는 동안, 1.5 바퀴 자전하기 때문에, 2 바퀴를 돌면 같은 반구면이 비친다.

수성은 조석 고정 상태이기 때문에, 달처럼 항상 태양과 같은 면을 마주하고 있다. 그러나 1965년, 레이다 관측으로 3번 자전하는동안 2번 공전하는 3:2 궤도 공명 효과를 받는 것이 증명되었다.
천문학자들이 처음에는 그 이유를 동시에 고정되었다고 생각했지만 수성이 관측하기 최적의 자리에 있을 때마다, 항상 궤도 공명이 이루어지는 곳 근처에 위치하여, 같은 면만 바라보는 것을 보고, 우연히, 수성의 자전 주기가 지구에 대한 회합 주기의 정확히 절반임을 알았다. 궤도 공명 현상으로 인해, 수성의 태양일은 176 일, 항성일은 58.7 일이다.
수성 궤도 변화 원인을 알아보기 위해 궤도 이심율을 0.45 이상으로 놓고 수 백만년 후까지 무작위로 시뮬레이트 한 결과 다른 행성과 섭동 인있었기한때문으로 졌다.
이런 상태는 이심율이 클 경우에 더 일어날 가능성이 높기 때문에, 수성의 궤도 공명 이유를 설명하기 위한 좋은 방책이다.
또, 수치적으로 시뮬레이트한 결과, 수성 궤도 이심율이 증가하면 목성과의 궤도 공명으로 수성이 금성과 앞으로 50억 년 안에 충돌할 것이라는 결과가 나왔다.

### 근일점 이동
수성의 궤도는 100년 당 대략 5600 각초만큼 근일점이 이동한다. 뉴턴 역학에 따르면 이는 100년에 5557 각초여야 하는데, 20세기 초 일반 상대성 이론이 등장하기 전까지는 이 43 각초의 차이를 설명할 방법이 없었다.
그래서 1859년 프랑스 수학자이자 천문학자인 위르뱅 르베리에는 수성 궤도의 근일점 이동이 수성과 태양 사이 다른 행성의 중력 때문이라고 생각하고, 그 가상의 천체를 불칸이라고 명명했다.
르베리에는 천왕성 궤도의 섭동을 기초로 해왕성의 존재를 성공적으로 예측하였기 때문에, 천문학자들은 그 주장을 따라 새로운 행성을 찾으려고 시도했지만, 상대성 이론이 등장할 때까지 성공한 사람은 없었다.

## 좌표계
수성의 경도는 서쪽으로 갈 수록 커진다. 특히, 훈 칼 충돌구는 경도를 측정할 때의 기준점이다. 훈 칼 충돌구의 중앙 부분은 서경 20°이다.

## 수성의 관측

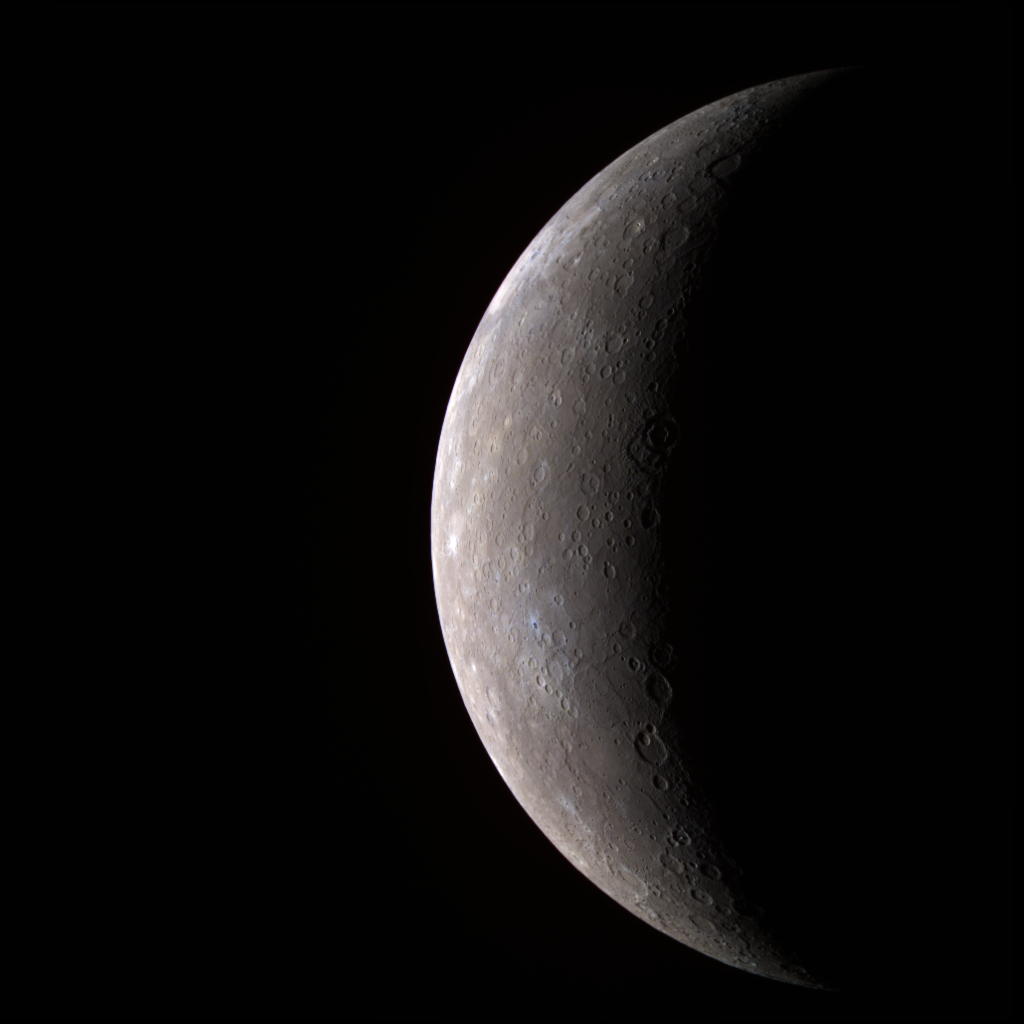
메신저가 보낸 최초의 고해상도의 수성 사진(인위적인 채색)

수성의 겉보기 등급은 -2.3 - 5.7 등급 사이로 변한다. 이런 극단적인 변화는 천구 상에서 태양과 가까이 있을 때 일어난다. 수성은 태양과 가까이 있어, 상대적으로 어둡기 때문에 관측하기 어렵다. 이 때문에, 아침이나 여명 무렵에 짧은 시간동안만 관측할 수 있다. 한편, 허블 우주 망원경으로는 수성을 관측할 수 없다. 왜냐하면, 안전 상의 이유로 태양과 가까운 곳을 촬영하는 것을 막기 때문이다.메신저호와 메리너호 등등이 수성에 근접하였다.
달 처럼, 수성, 역시 위상이 있는데, 내합일 때는 "없고" 외합일 때는 "꽉 차" 있다. 하지만 달과는 다르게 이 때는 지구에서 볼 수 없는데, 이는 태양과 너무 가깝기 때문이다. 상현과 하현 때의 위상은 각각 동방, 서방 최대 이각에 이르렀을 때(17.9° - 27.8°) 일어난다.
수성은 서방 최대 이각에서는 일출 직전에 잠시 볼 수 있고, 동방 최대 이각에서는 일몰 직후 잠시 볼 수 있다.
수성은 지구 북반구보다는 남반구에서 더 쉽게 관측 할 수 있다. 이는 남반구의 초가을에는 항상 서방 최대 이각의 위치에 있고, 반대로, 늦겨울에는 항상 동방 최대 이각에 위치하기 때문이다. 양 쪽 경우 모두, 황도와 수성이 이루는 각이 최대이기 때문에 남반구 아르헨티나나 뉴질랜드 같은 온대 지역에 있는 나라에서는 태양이 뜨기 직전과 태양이 진 직후에 수성을 볼 수 있다. 반대로, 북반구의 온대 지역의 어두운 밤 하늘에선 지평선 위로 조금 밖에 떠오르지 않는다. 수성은 다른 행성이나 밝은 별과 마찬가지로 일식 때도 관측할 수 있다.
수성은 보름달과 상현달의 중간 단계에 있을 때 가장 밝게 보인다. 그 이유는, 이 모양일 때 수성은 초승달 모양일 때 보다 멀리 있지만, 밝은 면이 거리로 인한 밝기 감소를 압도하기 때문이다.

## 연구

### 고대의 천문학자
수성 관측에 대한 자료 중에서 가장 오래된 것은 물.아핀 석판이다. 여기 기록된 자료들은 대부분 기원전 14세기, 아시리아의 천문학자들이 기록한 것으로 추정된다.
그들은 쐐기문자를 이용해 수성을 Udu.Idim.Gu\u4.Ud→점프하는 행성 라고 기록했다.
기원전 1세기, 바빌로니아에서도 수성 관측이 활발하게 이루어졌다. 그들은 수성을 나부라고 불렀다.
기원전 7세기, 고대 그리스에서는 Στίλβων→우아한 것 또는 Ἑρμάων→밸리스트라고 불렀다. 후에, 헤시오도스의 영향으로 그리스에서는 아침 하늘의 수성은 아폴론, 저녁 하늘의 수성은 헤르메스라고 불렀다. 그러나 기원전 4세기 무렵, 그리스의 천문학자들은 이 두 천체가 같은 천체라는 것을 알았다. 한편, 로마에서는 다른 행성 보다 가장 빨리 천구를 가로지는 것을 보고 수성을 머큐리라고 불렀다. 천문학자 프톨레마이오스는 저서 《Hypothesis in planmenn→행성 가설》에 행성의 일면통과 가능성을 기술했다. 또, 그는 당시 일면통과를 누구도 관측하지 못했던 이유를 수성이 매우 작아서 볼 수 없거나 혹은 매우 드물게 일어나기 때문이라고 주장했다.

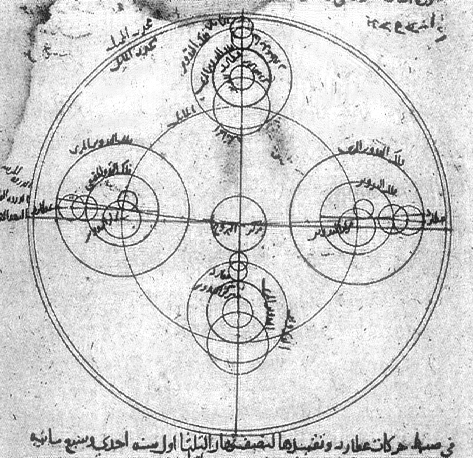
수성의 존재를 나타낸 이븐 알 샤티르의 모형으로 투시 연성이라는 개념을 바탕으로 여러개의 주전원을 사용했다.

고대 중국에서는 '진성(辰星)'이라고 불렀으며, 이는 오행과 관련이 있다. 인도 신화에서는 수성을 수요일을 관장하는 부다와 동일시했다. 북유럽 신화의 오딘 역시 수성 및 수요일과 밀접한 관련이 있다. 마야 문명에서는 수성을 저승과 이승을 오가는 전령의 의미로 올빼미라고 불렀다.
고대 인도에서 기원전 5세기에 작성된 천문학 문서, 수르야 싯단타에는 수성의 반지름이 4,841 km 라고 기록되어있다. 이는 현재 측정된 반지름과 오차가 1 % 밖에 나지 않는 수치이다. 이 수치는 수성의 각지름(3.0 각분)을 이용하여 계산한 것이다.
이슬람의 천문학을 살펴보면 11세기, 알 안달루스의 천문학자, 아르자헬은 수성은 지구를 중심으로 돌며, 그 궤도는 타원이라고 설명했지만, 사람들에게 인정 받지는 못 했다. 12세기, 이븐 밧자는 두 행성이 태양을 가로질러 가는 것을 관측했다.
15세기, 인도의 케랄라 대학 천문학자, 닐라칸타 소마야지는 부분적인 지동설을 주장했다.

### 지상에서의 망원경 관측

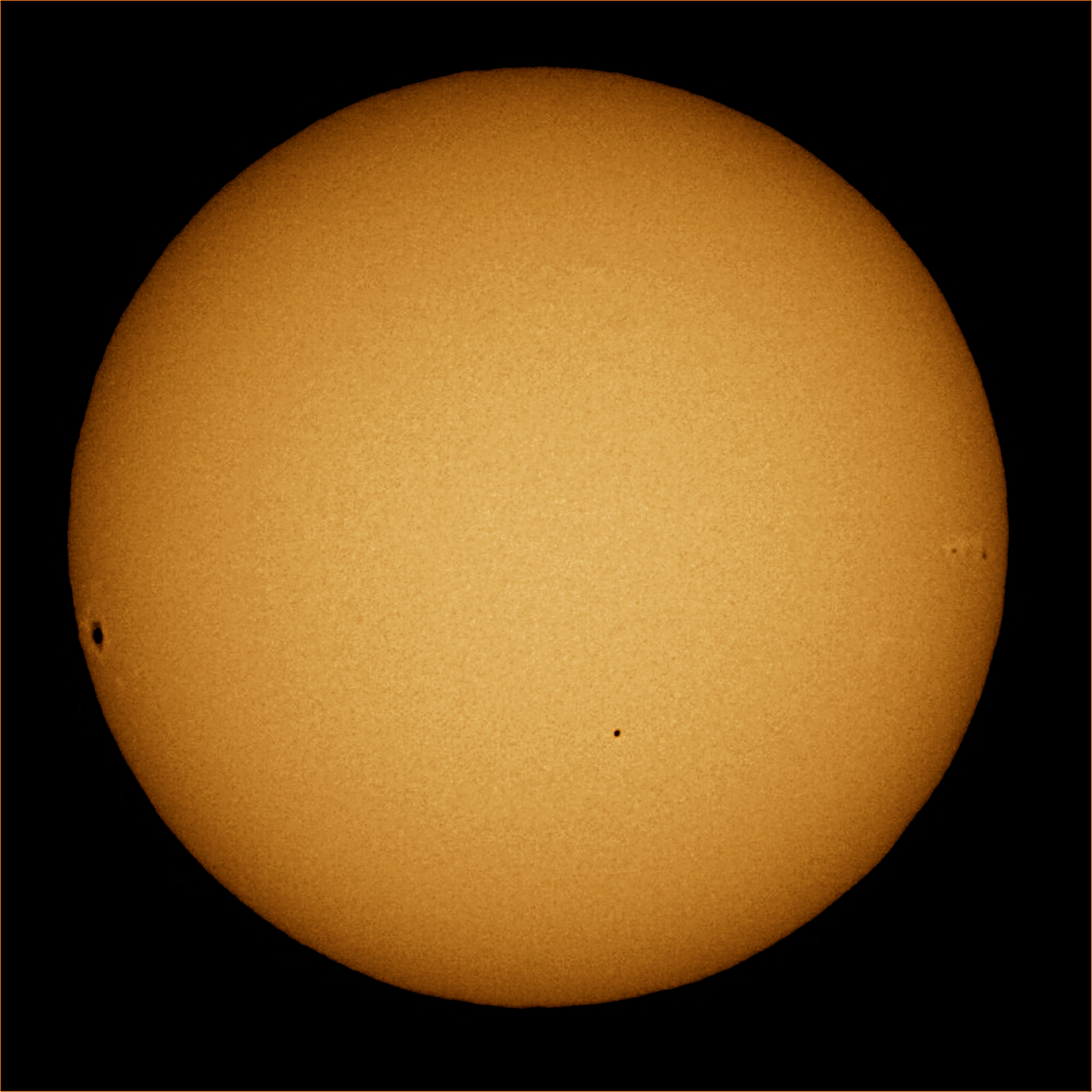
수성 일면통과 사진. 중앙 아래쪽의 조그마한 점이 수성이다. 태양 왼쪽의 어두운 부분은 흑점.

17세기 초, 갈릴레이가 최초로 망원경을 이용해 수성을 관측했다. 하지만 그 당시 망원경이 좋지 않아서 자세히 관측할 수 없었다. 1631년, 피에르 가상디가 최초로 망원경을 이용해 수성의 일면통과 현상을 관측했다. 1639년, 조반니 주피는 수성의 상(phase)을 관측했다. 이런 관측들은 수성이 태양 주위를 돌고 있다는 결정적인 증거를 제공했다.
천문학에서 아주 드문 현상 중 하나는 엄폐 현상이다. 수성과 금성은 수 세기 마다 서로를 엄폐했다. 하지만 역사적으로 인간이 관측한 경우는 1737년 5월 28일에 일어난 경우 뿐이다. 이는 그리니치 천문대에서 존 베비스가 관측했다.
다음 수성과 금성의 엄폐 현상은 2133년 12월 3일에 일어날 것이다.
수성은 다른 행성에 비해 정보가 부족하기 관측할 때 어려움이 많다. 1800년, 요한 슈뢰터는 높이가 20km인 산을 관측하고 그림을 그렸다. 프리드리히 베셀은 슈뢰터의 그림을 이용해 자전 주기와 자전축의 기울기를 계산하여 각각 24 시간, 70 ° 이라고 밝혔다. 이는 현재와는 매우 차이 나는 수치이다. 1880년대, 조반니 스키아파벨리는 수성을 좀 더 정밀하게 그리고, 자전 주기가 88 일 이유는 조석 고정 때문일 것이라고 주장했다. 수성 표면을 지도화하고자 하는 노력은 계속되었는데 1934년, 유게니우스 안토니아디는 그의 관측 자료와 그림을 묶어서 책으로 펴낸 적도 있다. 수성을 비롯한 다른 행성의 지형의 이름은 그의 저서에서 따온 것이 많다.
1962년 6월, 소련, 무선전자과학연구소(Institute of Radio-engineering and Electronics)의 과학자들은 최초로 수성에 레이다를 쐈는데, 이것이 레이다 관측의 시작이었다.
3년 후, 고든 페텡길과 R. 다이스는 푸에르토리코 아레시보 천문대에서 직경 300 m 인 전파망원경을 이용하여 수성 자전 주기를 관측한 결과 59 일이라는 결과가 나왔다.
이 관측으로 수성이 동주기 자전한다는 학설은 제대로 확립되었지만, 천문학자들에게 큰 놀라움을 주었다. 천문학자들은 이전에는 수성이 조석 고정 상태라고 가정하고, 어두운 면은 극도로 추울 것이다라는 추측을 했지만. 전파 관측을 하고 보니 예측했던 것보다는 온도가 높다는 결과가 나왔다. 이 때문에 천문학자들은 동주기 자전 이론을 어쩔 수 없이 포기하고, 바람에 의해 열이 분산된다는 대체 이론을 제시했다.
이탈리아 천문학자 주세페 콜롬보는 수성 자전 주기가 공전 주기 2/3인 것 행성의 자전과 공전이 1:1 이 아니라 3:2 공명이 이루어져 있다는 것을 알았다. 이런 사실은 후에 매리너 10호의 데이터를 분석한 결과와 동일했다.
이것이 뜻하는 것은 스키아파벨리와 안토니아디가 틀리지 않았다는 것을 의미한다. 대신, 천문학자들은 순간순간마다 같은 지형을 보고 기록했다. 그러나 수성의 관측하던 면이 태양을 등질 때는 기록하지 않았다.
지상에서 수성을 관측해도 최초의 수성 탐사기가 탐사하기 전 까지는 자세히 관측할 수 없었다. 그러나, 최근 기술이 발전함에 따라 지상의 관측 능력도 향상되었다. 2000년, 윌슨 산 천문대에서 1.5 m의 헤일 망원경으로 고 해상도의 사진을 찍었다. 이 사진은 수성 지형 부분부분을 제대로 보여주는 최초의 사진이었다.
후에 그 사진은 칼로리스 분지보다 거대한 이중 고리 형태인 충돌 분지의 증거를 보여주었다. 칼로리스 분지는 비공식적으로 스키나카스 분지라고도 불린다.
수성 표면 대부분은 아레시보의 레이다 망원경을 이용한 자료를 바탕으로, 5 km의 해상도로 지도화되어있다.

### 탐사선을 이용한 연구
수성 탐사는 궤도가 태양에 너무 가깝기 때문에 기술적으로 큰 도전을 요구한다. 수성 탐사선은 91,000,000 km를 이동하여 태양의 중력권으로 들어가야 한다. 지구의 공전 속도는 30 km/s 임에 비해 수성은 48 km/s이다. 따라서, 호만 전이 궤도에 진입하기 위해 탐사선은 속도에 큰 변화를 주어야 한다.
태양의 퍼텐셜 우물이 떨어지면 퍼텐셜 에너지는 운동 에너지로 변환된다. 이 때문에, 탐사선이 안전하게 착륙하거나 혹은 안정된 궤도로 진입하는 여부는 전적으로 로켓 모터에 달려있다. 에어로브레이킹은 수성 대기가 매우 엷기 때문에 무시할 수 있지만, 수성으로 이동할 때는 태양계를 완전히 벗어나기 위한 로켓 연료보다 더 많이 필요하다. 이런 여러 가지 이유 때문에, 결과적으로, 수성은 단 2 기의 탐사선만 방문했다.

이런 방법 외에 수성에 쉽게 접근할 수 있는 대안으로는 솔라 세일이 있다.

#### 매리너 10호

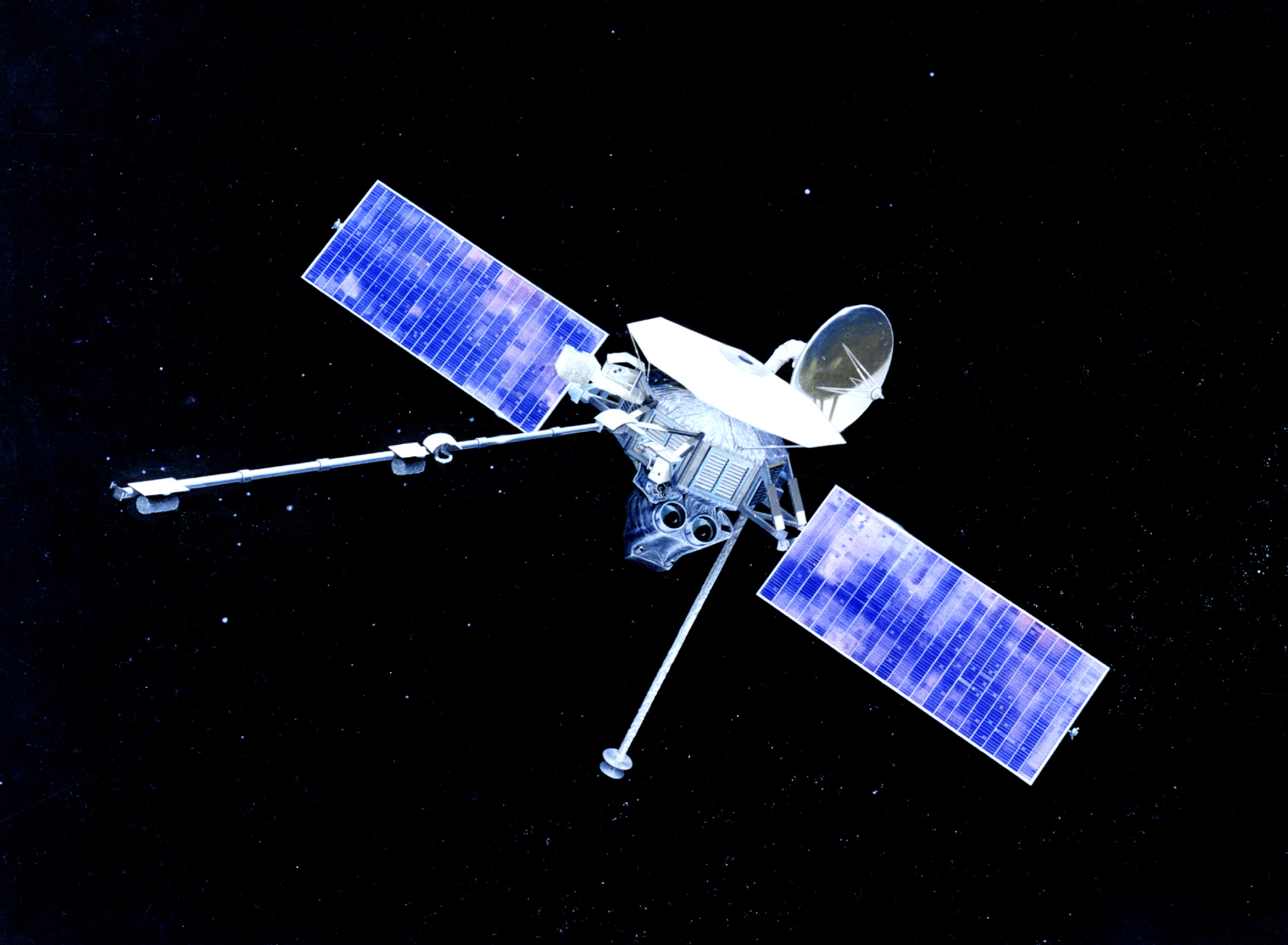
매리너 10호

수성을 최초로 방문한 탐사선은 NASA의 매리너 10호이다. 매리너 10호는 금성의 중력을 이용하여 궤도 속도를 조정하여 수성에 근접한 탐사선이다. 또한 스윙바이를 이용한 최초의 탐사선이자 여러 행성을 방문한 최초의 탐사선이다. 매리너 10호는 수성의 거대한 크레이터와 여러 종류의 지형까지 보이는 표면의 확대 사진을 최초로 찍은 탐사선이다.
불행하게도, 매리너 10호의 궤도 주기 때문에 수성의 밝은 면만 찍었다는 것이다. 이 사실은 수성의 뒷면을 관측할 수 없다는 것을 의미하여,
결과적으로, 표면의 45 % 이하만 지도화되었다.
1974년 3월 27일, 최초의 플라이바이 하기 이틀 전, 매리너 10호가 수성 근처에서 많은 양의 자외선 복사를 기록하기 시작했다. 이는 임시적으로 수성의 위성을 확인하는 사건이 되었다. 이후, 자외선은 컵자리 31에서 방출되는 것으로 판명되었으며, 수성의 위성은 역사책에서 각주로만 남게되었다.
매리너 10호는 수성에 3 번 접근했다. 그 중 가장 가까이 접근한 거리는 327 km이다. 처음으로 접근했을 때, 매리너 10호는 자기장을 감지했다. 두 번째로 접근했을 때는 주로 사진을 찍었다. 마지막으로 접근했을 때는 대규모의 자기장을 감지했다. 그로 인해 수성 자기장은 지구와 비슷하며, 행성 주위의 태양풍을 빗겨나가게한다는 사실이 드러났다. 그러나, 수성 자기장의 정확한 기원은 아직까지 수수께끼에 쌓여있다.
1975년 3월 24일, 마지막으로 근접하고 8 일 후, 매리너 10호의 연료가 떨어졌다. 그 후로 더 이상 궤도를 선회하는 것이 불가능하게 되었고, 곧 모든 장비는 기능을 멈추었다. 매리너 10호는 아직까지 태양을 돌고 있는 것으로 생각된다.

#### 메신저

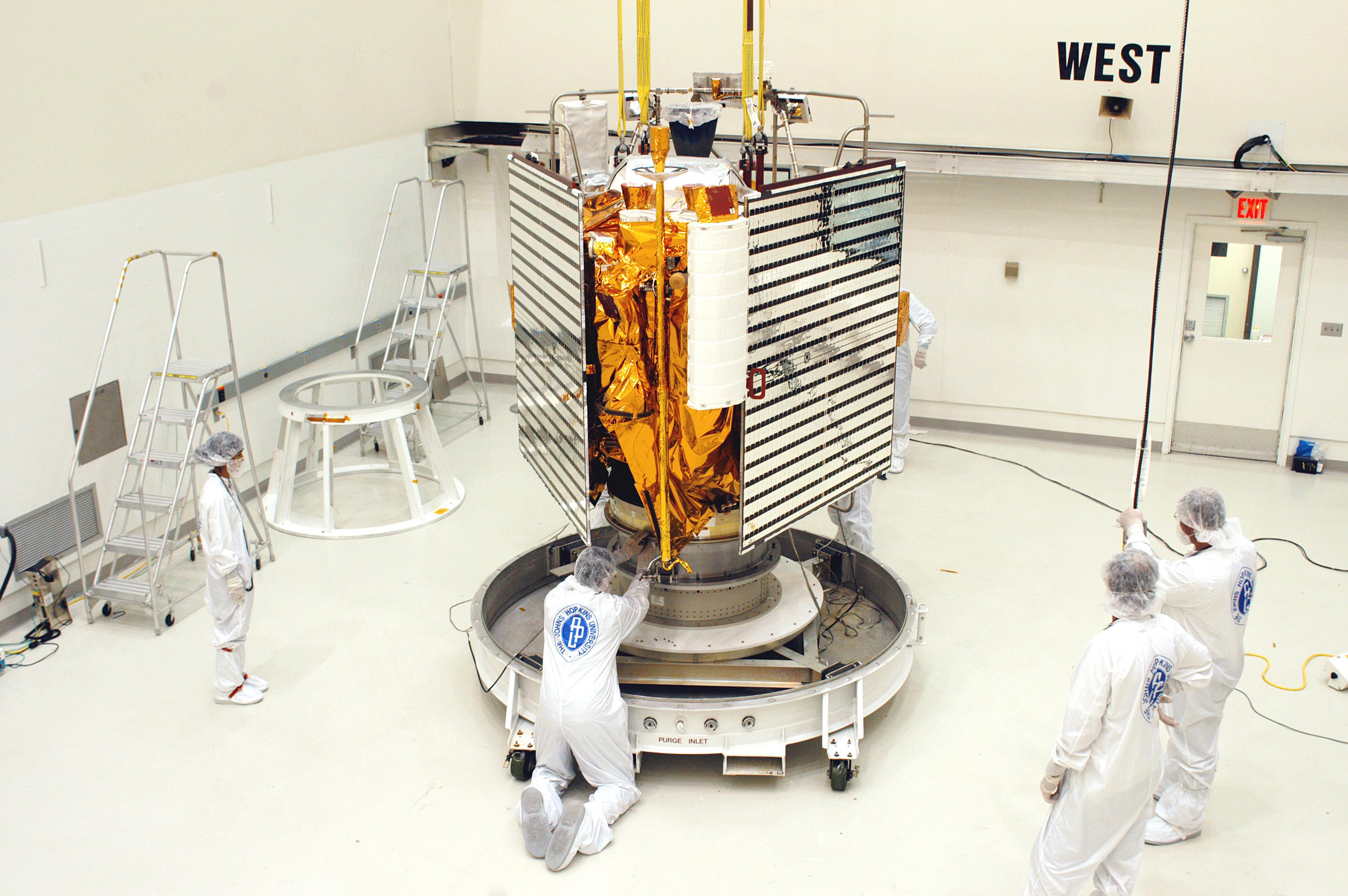
발사 준비 중인 메신저 호

NASA의 두 번째 수성 탐사 계획인 메신저는 2004년 8월 3일에 케이프커내버럴 공군 기지에서 발사되었다. 2005년 8월과 2006년 10월에 각각 지구와 금성을 이용해 플라이바이를 하여 2007년 6월, 수성에 도달 할 수 있는 궤도에 진입했다. 수성을 이용한 최초의 플라이바이는 2008년 1월 14일, 두 번째는 같은 해 10월 6일,
세 번째는 2009년 9월 29일에 이루어졌다.
메신저는 2011년 3월에 수성 궤도에 진입할 것으로 보인다.
메신저는 중요한 임무 6개를 맡고 있다. (수성의 밀도, 지질학, 자기장의 근원, 핵 구조, 극점의 얼음 유무, 대기의 근원) 이를 위해, 메신저는 고해상도 사진을 찍기 위한 촬영 장치, 분광기, 자기장 감지기를 비롯한 여러 가지 장비를 탑재하고 있다.
2012년 3월까지 메신저는 약 10만장의 수성 표면 사진을 지구로 전송했고, 2013년 3월 6일자로 수성 표면의 100% 촬영을 완료하였다. 이후 메신저는 수성 표면에 지나치게 가까워질 때마다 연료 재분사를 반복하며 임무를 계속 수행하였으며 2014년 10월 마지막 재분사까지 2차례의 임무 연장 끝에,  동부 표준시 2015년 4월 30일 오후 3시 26분에 수성 표면에 충돌하였다. 충돌 직전 속력은 14,081 km/h (8,750 mph)였으며 충돌로 인하여 지름 약 16미터의 새로운 충돌구가 만들어졌다. NASA는 2015년 5월 1일 메신저의 수성 표면 충돌과 함께 11년간 했던 임무 종료를 발표하였다.

#### 베피콜롬보
베피콜롬보는 ESA와 일본 JAXA가 공동으로 추진하는 수성 탐사 계획이다. 2기의 탐사기가 수성 궤도를 선회할 것이다.
2018년 10월에 발사하여, 2025년 12월, 수성 궤도에 진입할 것으로 보인다.
베피콜롬보는 자기장 탐사선과 행성 탐사선을 발사하여, 1년간 임무를 수행하게 된다.
특히, 행성 탐사선은 메신저의 분광기와 비슷한 것을 탑재하여, 다양한 파장의 전자기파 영역에서 수성을 연구할 것이다.

## 미래

### 장기적 안정성
태양계는 궁극적으로는 다가오는 수십억 년 동안 어떤 행성도 태양계에서 이탈할 가능성이 없고, 서로 충돌할 가능성이 없다는 점에서, ‘사실상 안전한 상태’이다. 그러나 장기적으로 볼 때 행성의 궤도가 변화 가능성이 있다는 점에서, ‘혼돈 상태’이다.
태양계의 모든 천체는 제각기 다양한 리아프노프 시간(예측 가능한 행성의 궤도 시간, 2백만 년~2억 3천만 년)을 지닌다. 태양계 행성들의 궤도는 시간이 지날수록 혼돈 상태에 가까워진다. 이는 어떤 행성의 궤도가 종국적으로 어떻게 될지는 아무리 정확한 예측 기구를 이용해도 추측할 수 없다는 의미이다. 예를 들면 겨울과 여름이 오는 시기를 정확히 계산할 수 없는 것과 같은 이치이다. 일부 천체는 궤도에 갑작스러운 변화가 올 가능성도 있다. 이러한 혼돈은 이심률의 변화를 통해 가장 강하게 드러난다. 일부 행성의 궤도는 더욱 크게 찌그러지거나, 또는 원형에 가깝게 변할 수도 있다.
수성의 궤도 변화는 내행성의 궤도를 혼돈 상태에 빠지게하며, 태양계에서 튕겨 나가게하거나 태양, 또는 지구와 같은 이웃 행성들과 충돌하게 될 수있다. 수성과 금성이 충돌할 경우, 금성에 수성의 질량을 더한 새로운 행성이 태어날 것이다.

### 태양의 진화

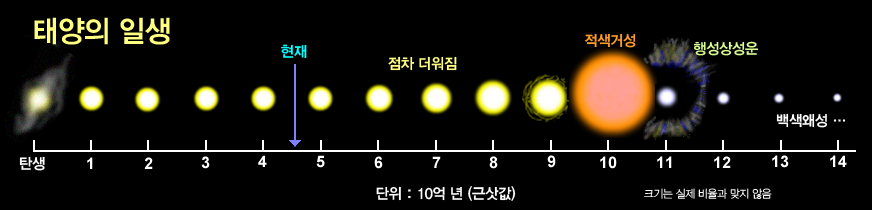
태양의 일생. 태양은 약 109억 년 동안 주계열성 상태를 유지할 수 있다.

먼 미래 태양이 나이를 먹으면서 진화하면, 태양계에는 큰 변화가 일어날 것이다. 태양이 가지고 있던 수소를 거의 다 태우면, 남아 있는 연료를 태우면서 내부 온도는 더 뜨거워지며, 연료를 태우는 속도는 더욱 빨라진다. 그 결과 태양은 10억 년마다 11퍼센트씩 밝아진다. 지금으로부터 10억 년 후 태양의 복사량이 증가하면서 생물권은 지금보다 바깥쪽으로 물러날 것이다.
약 64억 년 후, 태양 중심핵에 있던 모든 수소 연료는 헬륨으로 치환된다. 이제 중심핵은 더는 내리누르는 압력을 이기지 못해 수축하기 시작하며, 중심핵이 수축하면서 중심핵 바깥쪽의 온도가 수소를 태울 정도로 높아진다. 이 과정이 심화하면서 태양의 외곽층은 막대하게 부풀어 오르게 되며, 적색 거성으로 불리는 진화 단계에 접어들게 된다. 76억 년 후 태양의 외곽층은 1.2천문단위(지금 태양 반지름의 256배)까지 팽창할 것이다. 이 단계는 적색 거성 가지로, 팽창한 만큼 표면 온도는 2600켈빈까지 내려가서 붉은색으로 빛나게 되며, 밝기는 지금의 2700배까지 올라간다. 태양은 적색 거성 단계에서 항성풍 형태로 원래 지녔던 질량 10분의 1을 (목성질량의 110배) 날려 보낸다. 태양은 적색 거성 단계에서 약 6억 년 머무를 것으로 추측된다. 이때가 되면 수성은 태양으로 빨려 들어가며, 명왕성과 카이퍼벨트의 얼음까지 녹아버리며 생물권은 50AU까지 밀려나게 된다.

## 신화로 보는 수성
수성은 수메르인 시대(기원전 3000년)부터 알려졌다.옛 기록에서는 수성이 바빌로니아인에 의해 관측되었으며 gu-ad 또는 gu-utu라고 명명되었다.고대 그리스인은 수성을 헤르메스에 대응시켰다. 이것은 가장 안쪽에 있는 행성으로 운행이 빠르기 때문에 발이 빠른 신의 이름을 붙인 것이다. 헤르메스는 고대 로마에서 메르쿠리우스와 동일시되어 영어로 머큐리(Mercury)가 되었다.

## 같이 보기
- 수성 탐사
- 수성의 대기
- 수성의 지질학